# 星田駅
星田駅（ほしだえき）は、大阪府交野市星田五丁目にある、西日本旅客鉄道（JR西日本）片町線（学研都市線）の駅である。駅番号はJR-H31。
所在地は交野市ではあるが、寝屋川市との境界付近に位置している。

## 歴史
1941年（昭和16年）から1948年（昭和23年）までの間、当駅のすぐ東から枚方市・大阪砲兵工廠香里製造所まで陸軍の専用線が敷設されていた。跡地は交野市道・枚方市道に流用されている。

### 年表
- 1898年（明治31年）7月1日：関西鉄道の津田駅 - 四条畷駅間に新設開業[1]。
- 1907年（明治40年）10月1日：関西鉄道国有化により、官営鉄道の駅となる[1]。
- 1909年（明治42年）10月12日：線路名称制定。桜ノ宮線の所属となる。
- 1913年（大正2年）11月15日：線路名称改定。桜ノ宮線が片町線に編入され、当駅もその所属となる。
- 1962年（昭和37年）4月1日：貨物の取り扱いを廃止[1]。
- 1970年（昭和45年）10月1日：荷物扱い廃止[1]。
- 1979年（昭和54年）10月1日：複線高架化、長尾駅 - 片町駅間の各駅に、関西の国鉄線では初の自動改札機を設置。
- 1987年（昭和62年）4月1日：国鉄分割民営化により、西日本旅客鉄道（JR西日本）の駅となる[1]。
- 1988年（昭和63年）3月13日：路線愛称の制定により、「学研都市線」の愛称を使用開始。
- 1992年（平成4年）11月1日：みどりの窓口営業開始[4]。
- 1997年（平成9年）3月8日：Jスルーを導入[5]。
- 2002年（平成14年）3月23日：快速列車の停車駅となる[6][7]。
- 2003年（平成15年）11月1日：ICカード「ICOCA」の利用が可能となる。
- 2009年（平成21年）3月15日：エレベーター使用開始。
- 2011年（平成23年）3月8日：JR宝塚・JR東西・学研都市線運行管理システム導入。接近メロディ導入。
- 2018年（平成30年）3月17日：駅ナンバリングが導入され、使用を開始。
- 2023年（令和5年）
  - 11月30日：みどりの窓口の営業を終了[8]。みどりの券売機プラスはみどりの窓口が営業終了する以前に導入された。

## 駅構造

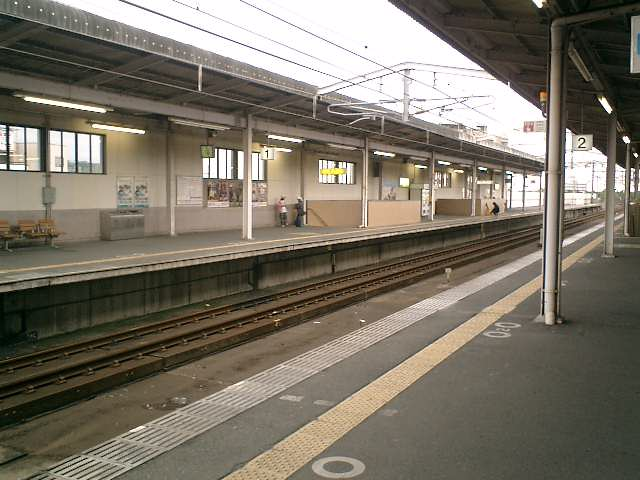
ホーム（2005年10月）

相対式ホーム2面2線を持つ高架駅。分岐器や絶対信号機を持たないため、停留所に分類される。当初は2面4線への拡張が可能な構造で作られたが、既に用地が確保されている津田駅と違って、拡張に必要な空間には池田泉州銀行が建っているため、拡張は困難となっている。
改札口は地上にあり1ヶ所のみ。エスカレーターは設置されておらず、エレベーターは2009年3月15日より使用が開始されている。ホームには待合室が設置されている。また、京阪バスの定期券販売所（ただし月末と月初の3日間のみ営業）やりそな銀行のATMがコンコース内に設置されている。かつては枚方信用金庫ATMがコンコース南側に設置されていたが、2022年8月31日に閉店した。コンコースにあったKIOSKは2016年3月16日限りで閉店し、2016年10月12日に「セブン-イレブンKIOSK」として再オープンしたが2022年10月30日に休業、そのあと東寄り（りそな銀行ATMの裏側）に新たな店舗を構え、「セブンイレブン ハート・イン JR星田駅前店」として再々オープンした。この店舗工事に伴い、りそな銀行ATMの並びに設置されていた飲料自販機や枚方信用金庫ATMが撤去され、改札口からの見通しが良くなっている。
四条畷駅が管轄する直営駅（四条畷駅の被管理で巡回駅）かつICOCA利用可能駅（相互利用可能ICカードはICOCAの項を参照）。自動券売機とみどりの券売機プラスが設置されている。

### のりば
| のりば | 路線       | 方向 | 行先               |
| ------ | ---------- | ---- | ------------------ |
| 1      | 学研都市線 | 下り | 四条畷・京橋方面   |
| 2      | 学研都市線 | 上り | 同志社前・木津方面 |

- 上表の路線名は旅客案内上の名称（愛称）で表記している。

## 利用状況
2023年（令和5年）度の一日平均乗車人員は8,140人である。各駅停車区間を除くと学研都市線の快速停車駅では最少で、かつ快速通過駅である野崎駅・鴻池新田駅・徳庵駅・鴫野駅より少ない。
各年度の1日の平均乗車人員は以下の通りである。
| 年度               | 1日平均 乗車人員 | うち定期 | 定期率 | 出典          |
| ------------------ | ---------------- | -------- | ------ | ------------- |
| 1988年（昭和63年） | 4,783            | 3,482    | 72.8%  | [ 大阪府 1 ]  |
| 1989年（平成元年） | 4,838            | 3,532    | 73.0%  | [ 大阪府 1 ]  |
| 1990年（平成02年） | 4,887            | 3,565    | 72.9%  | [ 大阪府 2 ]  |
| 1991年（平成03年） | 4,964            | 3,629    | 73.1%  | [ 大阪府 3 ]  |
| 1992年（平成04年） | 5,096            | 3,786    | 74.3%  | [ 大阪府 4 ]  |
| 1993年（平成05年） | 5,237            | 3,885    | 74.2%  | [ 大阪府 5 ]  |
| 1994年（平成06年） | 5,570            | 4,149    | 74.5%  | [ 大阪府 6 ]  |
| 1995年（平成07年） | 5,878            | 4,380    | 74.5%  | [ 大阪府 7 ]  |
| 1996年（平成08年） | 6,125            | 4,577    | 74.7%  | [ 大阪府 8 ]  |
| 1997年（平成09年） | 6,267            | 4,615    | 73.6%  | [ 大阪府 9 ]  |
| 1998年（平成10年） | 6,359            | 4,687    | 73.7%  | [ 大阪府 10 ] |
| 1999年（平成11年） | 6,438            | 4,720    | 73.3%  | [ 大阪府 11 ] |
| 2000年（平成12年） | 6,425            | 4,736    | 73.7%  | [ 大阪府 12 ] |
| 2001年（平成13年） | 6,488            | 4,738    | 73.0%  | [ 大阪府 13 ] |
| 2002年（平成14年） | 7,323            | 5,192    | 70.9%  | [ 大阪府 14 ] |
| 2003年（平成15年） | 7,780            | 5,541    | 71.2%  | [ 大阪府 15 ] |
| 2004年（平成16年） | 7,914            | 5,713    | 72.2%  | [ 大阪府 16 ] |
| 2005年（平成17年） | 8,169            | 5,920    | 72.5%  | [ 大阪府 17 ] |
| 2006年（平成18年） | 8,226            | 5,956    | 72.4%  | [ 大阪府 18 ] |
| 2007年（平成19年） | 8,326            | 6,062    | 72.8%  | [ 大阪府 19 ] |
| 2008年（平成20年） | 8,479            | 6,222    | 73.4%  | [ 大阪府 20 ] |
| 2009年（平成21年） | 8,409            | 6,216    | 73.9%  | [ 大阪府 21 ] |
| 2010年（平成22年） | 8,383            | 6,213    | 74.1%  | [ 大阪府 22 ] |
| 2011年（平成23年） | 8,456            | 6,232    | 73.7%  | [ 大阪府 23 ] |
| 2012年（平成24年） | 8,355            | 6,125    | 73.3%  | [ 大阪府 24 ] |
| 2013年（平成25年） | 8,415            | 6,155    | 73.1%  | [ 大阪府 25 ] |
| 2014年（平成26年） | 8,253            | 6,054    | 73.4%  | [ 大阪府 26 ] |
| 2015年（平成27年） | 8,358            | 6,162    | 73.7%  | [ 大阪府 27 ] |
| 2016年（平成28年） | 8,243            | 6,100    | 74.0%  | [ 大阪府 28 ] |
| 2017年（平成29年） | 8,175            | 6,042    | 73.9%  | [ 大阪府 29 ] |
| 2018年（平成30年） | 8,145            | 6,013    | 73.8%  | [ 大阪府 30 ] |
| 2019年（令和元年） | 8,145            | 6,012    | 73.8%  | [ 大阪府 31 ] |
| 2020年（令和02年） | 6,691            | 5,157    | 77.1%  | [ 大阪府 32 ] |
| 2021年（令和03年） | 6,913            | 5,235    | 75.7%  | [ 大阪府 33 ] |
| 2022年（令和04年） | 7,600            | 5,566    | 73.2%  | [ 大阪府 34 ] |
| 2023年（令和05年） | 8,140            | 5,901    | 72.5%  | [ 大阪府 35 ] |

## 駅周辺
- 交野警察署星田交番
- 北河内農業協同組合星田支店
- 池田泉州銀行交野支店
- 交野星田郵便局
- 大阪府立北かわち皐が丘高等学校
- 交野市立星田小学校
- 交野市立旭小学校
- トナリエ星田
- 公園墓地・平和台霊園
- コモンシティ星田（バスで約8分）
- ビバモール寝屋川（スーパービバホーム寝屋川店など）
- 第二京阪道路
- 大阪府道20号枚方富田林泉佐野線
- 大阪府道154号私市太秦線
- 大阪府道157号星田停車場線

## バス路線
北口ロータリーに京阪バスの路線が発着。全便交野営業所の管轄で、交野・寝屋川市内各地への路線が発着。停留所名は「星田駅」。ほかに交野市のコミュニティバス「おりひめバス」も発着。
2021年12月13日に新ロータリーが運用開始されたことにより、バス乗降場所が変更された。
| のりば | 路線名     | 系統・行先                     | 備考                                              |
| ------ | ---------- | ------------------------------ | ------------------------------------------------- |
| 2      | 津田香里線 | 15号経路：京阪香里園           | 日中のみ運行                                      |
| 2      | 星田線     | 41B号経路：寝屋川市駅（東口）  | 秦公民館前経由                                    |
| 2      | 星田線     | 47B号経路：寝屋川市駅（東口）  | 朝夕のみ運行。観音橋経由                          |
| 2      | 星田線     | 40号経路：寝屋川団地           | 土休日朝1本のみ運行。ビバモール寝屋川は経由しない |
| 2      | 星田線     | 45B号経路：寝屋川団地          | ビバモール寝屋川経由                              |
| 3      | 星田線     | 41B号経路：梅が丘/寝屋川公園駅 | 梅が丘行きは2本のみ                               |
| 3      | 星田線     | 47B号経路：寝屋川公園駅        | 朝夕のみ運行                                      |

## 隣の駅
西日本旅客鉄道（JR西日本）
 学研都市線（片町線）
■快速
河内磐船駅 (JR-H30) - 星田駅 (JR-H31) - 四条畷駅 (JR-H34)
■区間快速・■普通
河内磐船駅 (JR-H30) - 星田駅 (JR-H31) - 寝屋川公園駅 (JR-H32)

### 記事本文

### 利用状況
1. ↑  大阪府統計年鑑 - 大阪府
2. ↑  交野市統計書「統計時報」

#### 大阪府統計年鑑
1. 1 2  大阪府統計年鑑（平成2年） (PDF)
2. ↑  大阪府統計年鑑（平成3年） (PDF)
3. ↑  大阪府統計年鑑（平成4年） (PDF)
4. ↑  大阪府統計年鑑（平成5年） (PDF)
5. ↑  大阪府統計年鑑（平成6年） (PDF)
6. ↑  大阪府統計年鑑（平成7年） (PDF)
7. ↑  大阪府統計年鑑（平成8年） (PDF)
8. ↑  大阪府統計年鑑（平成9年） (PDF)
9. ↑  大阪府統計年鑑（平成10年） (PDF)
10. ↑  大阪府統計年鑑（平成11年） (PDF)
11. ↑  大阪府統計年鑑（平成12年） (PDF)
12. ↑  大阪府統計年鑑（平成13年） (PDF)
13. ↑  大阪府統計年鑑（平成14年） (PDF)
14. ↑  大阪府統計年鑑（平成15年） (PDF)
15. ↑  大阪府統計年鑑（平成16年） (PDF)
16. ↑  大阪府統計年鑑（平成17年） (PDF)
17. ↑  大阪府統計年鑑（平成18年） (PDF)
18. ↑  大阪府統計年鑑（平成19年） (PDF)
19. ↑  大阪府統計年鑑（平成20年） (PDF)
20. ↑  大阪府統計年鑑（平成21年） (PDF)
21. ↑  大阪府統計年鑑（平成22年） (PDF)
22. ↑  大阪府統計年鑑（平成23年） (PDF)
23. ↑  大阪府統計年鑑（平成24年） (PDF)
24. ↑  大阪府統計年鑑（平成25年） (PDF)
25. ↑  大阪府統計年鑑（平成26年） (PDF)
26. ↑  大阪府統計年鑑（平成27年） (PDF)
27. ↑  大阪府統計年鑑（平成28年） (PDF)
28. ↑  大阪府統計年鑑（平成29年） (PDF)
29. ↑  大阪府統計年鑑（平成30年） (PDF)
30. ↑  大阪府統計年鑑（令和元年） (PDF)
31. ↑  大阪府統計年鑑（令和2年） (PDF)
32. ↑  大阪府統計年鑑（令和3年） (PDF)
33. ↑  大阪府統計年鑑（令和4年） (PDF)
34. ↑  大阪府統計年鑑（令和5年） (PDF)
35. ↑  大阪府統計年鑑（令和6年） (PDF)